# Réserve naturelle de Hillestadåsen
La réserve naturelle de Hillestadåsen  est une réserve naturelle norvégienne qui est située dans le municipalité de Holmestrand, dans le comté de Vestfold.

## Description
La réserve naturelle de 0,072 km2 a été créée en 1980 juste au nord-est de la petite réserve naturelle de Bergan, entre Eidsfoss et Holmestrand.
C'est une forêt de hêtre commun luxuriante à la limite nord de l'aire de répartition naturelle du type de forêt sur le continent européen. En raison de sa grande importance scientifique, la forêt de hêtres de Hillestad doit avoir le développement le plus libre possible. La réserve naturelle de Hillestadåsen est un événement botanique classique. Déjà en 1924, il était décrit dans la littérature botanique.
L'objectif de conservation est de préserver une population luxuriante de forêt de hêtres de grande valeur phytogéographique dans un contexte national et international